# Cergău
Cergău [ˈt͡ʃergəu] (deutsch Schergied, ungarisch Cserged oder Csergőd), mit dem Gemeindesitz in Cergău Mare (Großschergied), ist eine rumänische Gemeinde im Kreis Alba in Siebenbürgen.

## Geographische Lage

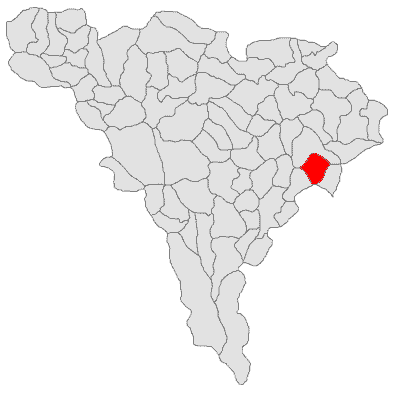
Lage der Gemeinde Cergău im Kreis Alba

Cergău liegt im Osten des Kreises Alba und des Zekesch-Hochlandes (Podișul Secașelor) im Südwesten des Siebenbürgischen Beckens, in einer hügligen Landschaft südlich der Târnava Mare (Große Kokel) an der Kreisstraße (drum județean) DJ 107. Die nächste größere Stadt Blaj liegt ca. 15 Kilometer nördlich und die Kreishauptstadt Alba Iulia ist 25 Kilometer westlich (Luftlinie) von Cergău Mare entfernt. Mit seinen drei Dörfern dehnt sich die Gemeinde auf einer Fläche von 4842 Hektar aus.

## Geschichte
In einem Bericht von J. M. Ackner, wurden auf dem Territorium von Cergău Mare (Grossschergied) archäologische Fundstätte, welche auf das Neolithikum hinweisen, aufgezeichnet. In Cergău Mic (Kleinschergied) wurden Reste einer Siedlung aus der La-Tène-Zeit sowie Werkzeuge aus der Frühbronzezeit gefunden. Urkundlich wurde Cergău Mare erstmals im Jahre 1302 unter dem Namen villa Chergued und 1750 Nagy Cserged erwähnt. Es gehörte damals zum Königreich Ungarn, später zum Fürstentum Siebenbürgen, zum Kaisertum Österreich sowie zu Österreich-Ungarn. Im Mittelalter war es zunächst ein von Ungarn bewohntes, katholisches Dorf. Ab etwa 1600 siedelten hier zahlreiche evangelische Bulgaren, die im 19. Jahrhundert zum griechisch-katholischen Glauben konvertierten und sich an die Rumänen assimilierten. Bis in die ersten Jahrzehnte des 19. Jahrhunderts wurde im Ort überwiegend Bulgarisch gesprochen. Nach dem Ersten Weltkrieg gelangte die Gemeinde an Rumänien. In der kommunistischen Zeit nach 1947 nahmen die meisten Einwohner den rumänisch-orthodoxen Glauben an.
Die Bevölkerung lebt vorwiegend von der Landwirtschaft und der Viehzucht.

## Bevölkerung
1850 lebten auf dem Gebiet der heutigen Gemeinde 2256 Einwohner. Davon waren 1732 Rumänen, 14 Deutsche (6 in Großschergied, 8 in Kleinschergied), 6 Ungarn und 68 Roma. Etwa 400 bezeichneten sich als Bulgaren. 1900 lebten hier 2544 Bewohner, davon 2447 Rumänen, 40 Deutsche (davon 33 in Cergău Mic), 16 Ungarn und 41 andere. Damals wurde die größte Anzahl von Deutschen registriert. Die höchste Einwohnerzahl wurde 1941 mit 3351 erreicht. 1977 waren von den 2251 Einwohnern 2209 Rumänen, 38 Roma und vier Deutsche. Seitdem ist die Einwohnerzahl stetig rückläufig. 2002 bezeichneten sich von 1747 Bewohnern 170 als Roma und einer als Ungar. In Cergău Mare selbst blieb die Anzahl der Bewohner vergleichsweise stabil (1483 im Jahr 1956, 1052 im Jahr 2002). 2011 bezeichneten sich in der Gemeinde Cergău 1252 als Rumänen und 181 als Roma.

## Sehenswürdigkeiten
- Die Orthodoxe Kirche Buna Vestire in Cergău Mare, 1804 fertiggestellt, steht unter Denkmalschutz.[9]
- Im eingemeindeten Dorf Lupu (Wolfendorf) die Büste von Aron Cotruș (1891–1961), geboren in Hașag im Kreis Sibiu, rumänischer Diplomat und Schriftsteller.[10]